# ハウスキーピング遺伝子
ハウスキーピング遺伝子（はうすきーぴんぐいでんし）は細胞の基本的な生命活動に必要な遺伝子の総称である。その個体においてほぼ全ての細胞で発現している遺伝子のことを指す。

## 概説
ハウスキーピング遺伝子は、DNAの複製やタンパク質の合成、細胞の代謝に関わるタンパク質をコードしている遺伝子などが当てはまる。多細胞生物においては細胞ごとに異なる遺伝子発現を行うが、ハウスキーピング遺伝子はどの細胞でも常に発現している。逆に、特定の細胞で発現する遺伝子をラグジュアリー遺伝子またはラクシャリー遺伝子という。